# Torneo de Tianjin 2016
El Tianjin Open 2016 es un torneo de tenis profesional  jugado en canchas duras. Es la 3ª edición del torneo, que es parte de la WTA Tour 2016. Se llevará a cabo en Tianji, China, entre el 10 y el 16 de octubre de 2016.

## Cabeza de serie

### Individual femenino
| Tenista             | Ranking | Preclasificada |
| Agnieszka Radwańska | 3       | 1              |
| Svetlana Kuznetsova | 7       | 2              |
| Yelena Vesnina      | 20      | 3              |
| Tímea Babos         | 26      | 4              |
| Mónica Puig         | 28      | 5              |
| Yulia Putintseva    | 33      | 6              |
| Zhang Shuai         | 36      | 7              |
| Yaroslava Shvedova  | 39      | 8              |

- Ranking del 3 de octubre de 2016

### Dobles femenino
| Tenista                                    | Ranking | Preclasificada |
| Arantxa Parra Santonja Anastasia Rodionova | 67      | 1              |
| Lara Arruabarrena Oksana Kalashnikova      | 114     | 2              |
| María Irigoyen Tatjana Maria               | 114     | 3              |
| Christina McHale Peng Shuai                | 116     | 4              |

## Campeonas

### Individual Femenino
Shuai Peng venció a  Alison Riske por 7-6(3), 6-2

### Dobles Femenino
Christina McHale /  Shuai Peng vencieron a  Magda Linette /  Xu Yifan por 7-6(8), 6-0